# آرامگاه همایون
آرامگاه همایون یا «همایون تمب» آرامگاه همایون است که به نصیر الدین همایون مشهور بود، او دومین پادشاه امپراتوری مغولی ایرانی  یا گورکانیان هند بود. این مقبره در منطقه نظام الدین و در مرکز شهر دهلی قرار دارد. این بنا مربوط به قرن شانزدهم میلادی است و از جاذبه‌های گردشگری پایتخت هند به‌حساب می‌آید. آرامگاه همایون اولین باغ ایرانی ساخته شده در شبه‌قاره هند است.
همایون دومین پادشاه گورکانی هند پس از پانزده سال که در دربار ایران پناهنده بود به کمک شاه طهماسب اول به کشورش بازگشت و به‌طور ناگهانی پس از چندماه از دنیا رفت. گفته می‌شود با شنیدن صدای اذان به سرعت از پله‌های کتابخانه‌اش پایین آمد که سقوط کرد و جان سپرد. او به هنر و علوم عشق می‌ورزید و در کتابخانه‌اش شمار زیادی از هنرمندان نقاش، خوشنویس، تذهیب‌کار و صحاف ایرانی و هندی را گرد آورده بود که به کار تولید و تکثیر آثار علمی و نسخه‌های نفیس هنری اشتغال داشتند. او در بازگشت به هند، گروهی از هنرمندان ایرانی را با خود به همراه برد. بنا بر این شگفت‌انگیز نیست که این مقبره و بناهایی که بعدها در هندوستان ساخته شد مانند تاج محل از الگوهای ایرانی و میراث معماری هند و ایران بهره گرفته باشد.
همسر وی حمیده بانو بیگم که در ایران با معماری ایرانی آشنا شده بود با الهام از مقابر ایرانی و فضای چهار باغ یا باغ جنت آرامگاه همایون را در سال ۱۵۶۲ یک سال پس از مرگ همایون آغاز و پس از هشت سال (نه سال پس از مرگ همایون) به پایان رساند.
معماران این باغ پدر و پسری بودند که از هرات به دهلی آورده شده بودند به نام‌های سید محمد بن میرک غیاث الدین و پدر وی میرک غیاث الدین.
معماری هند از زمان همایون بیش از پیش رنگ و بوی ایرانی یافت. همایون که شیفته فرهنگ و هنر ایرانی بود در همه شئوون از جمله معماری تحت تأثیر هنرمندان ایرانی قرار گرفت.
آرامگاه همایون مانند سایر آثار معماری دوره گورکانی هند دارای عناصر فراوان معماری ایرانی است با این تفاوت که در کنار به کار رفتن کاشی‌کاری به رسم هندیان تخته‌سنگ‌هایی نیز در بنا به کار رفته‌است.
تأثیر معماری ایرانی به بهترین وجهی در بنای آرامگاه همایون مشهود است. این بنا که یکی از ایرانی‌ترین بناهای هند است دارای کاشی‌کاری مختلط و ترکیب پیچیده شاه‌نشین‌های قوسی شکل و گنبدهای باریک است. این مقبره عظیم با سنگ سرخ تزئین و باغ آن کاملاً شبیه چهارباغ اصفهان است.

## نگارخانه

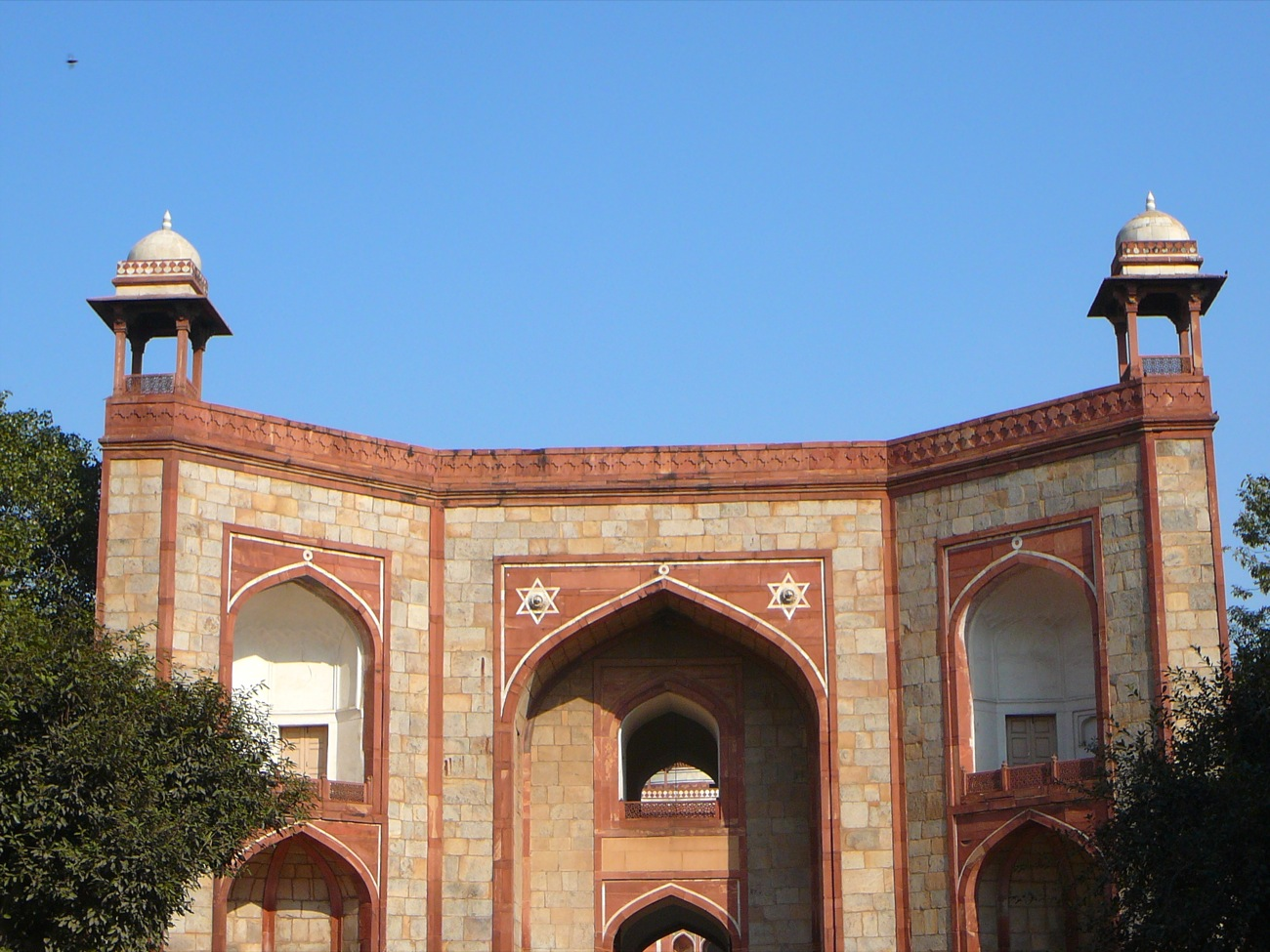
Details of Entrance portal into Humayun's Tomb
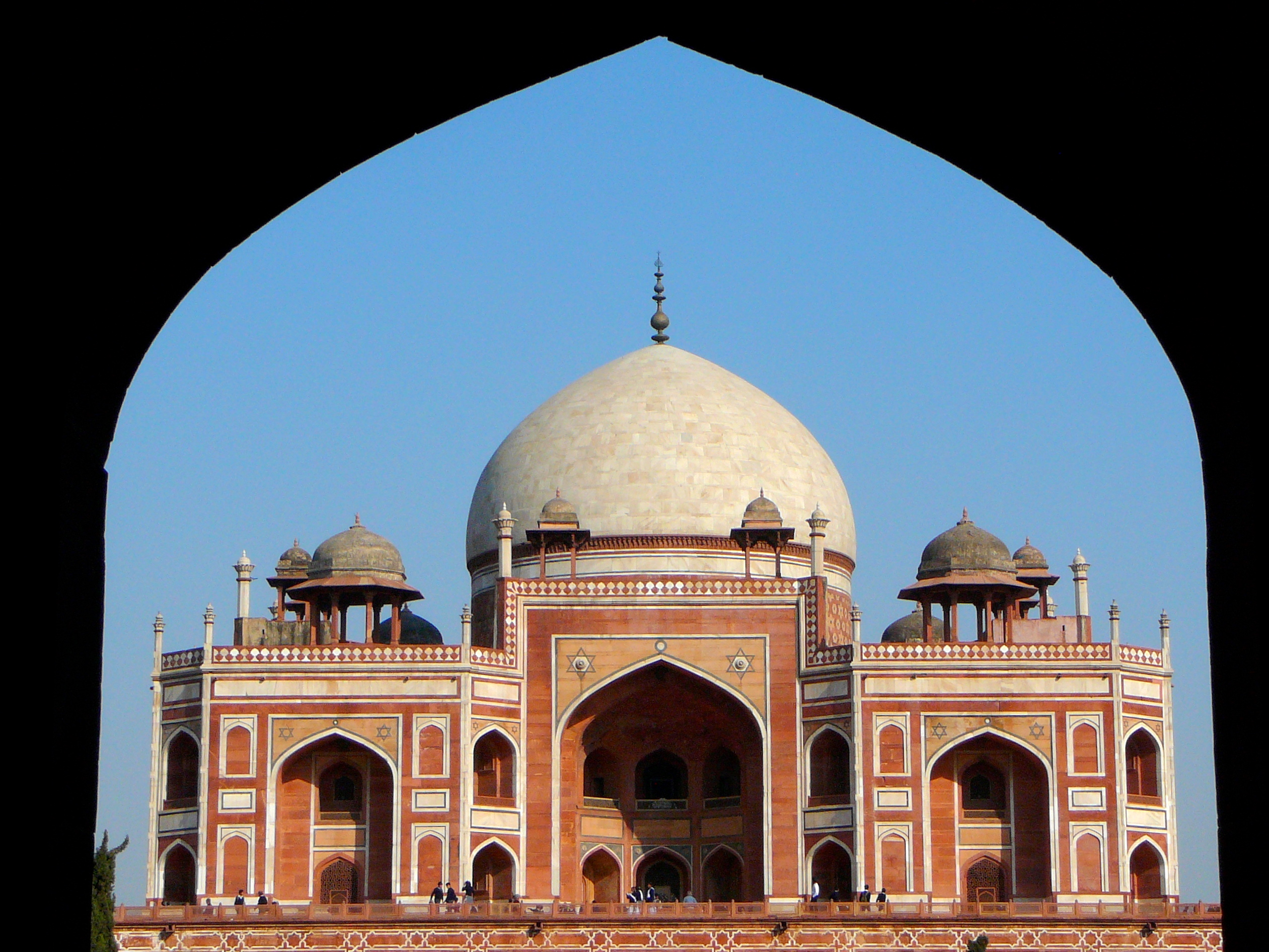
Humayun's Tomb seen through the gateway
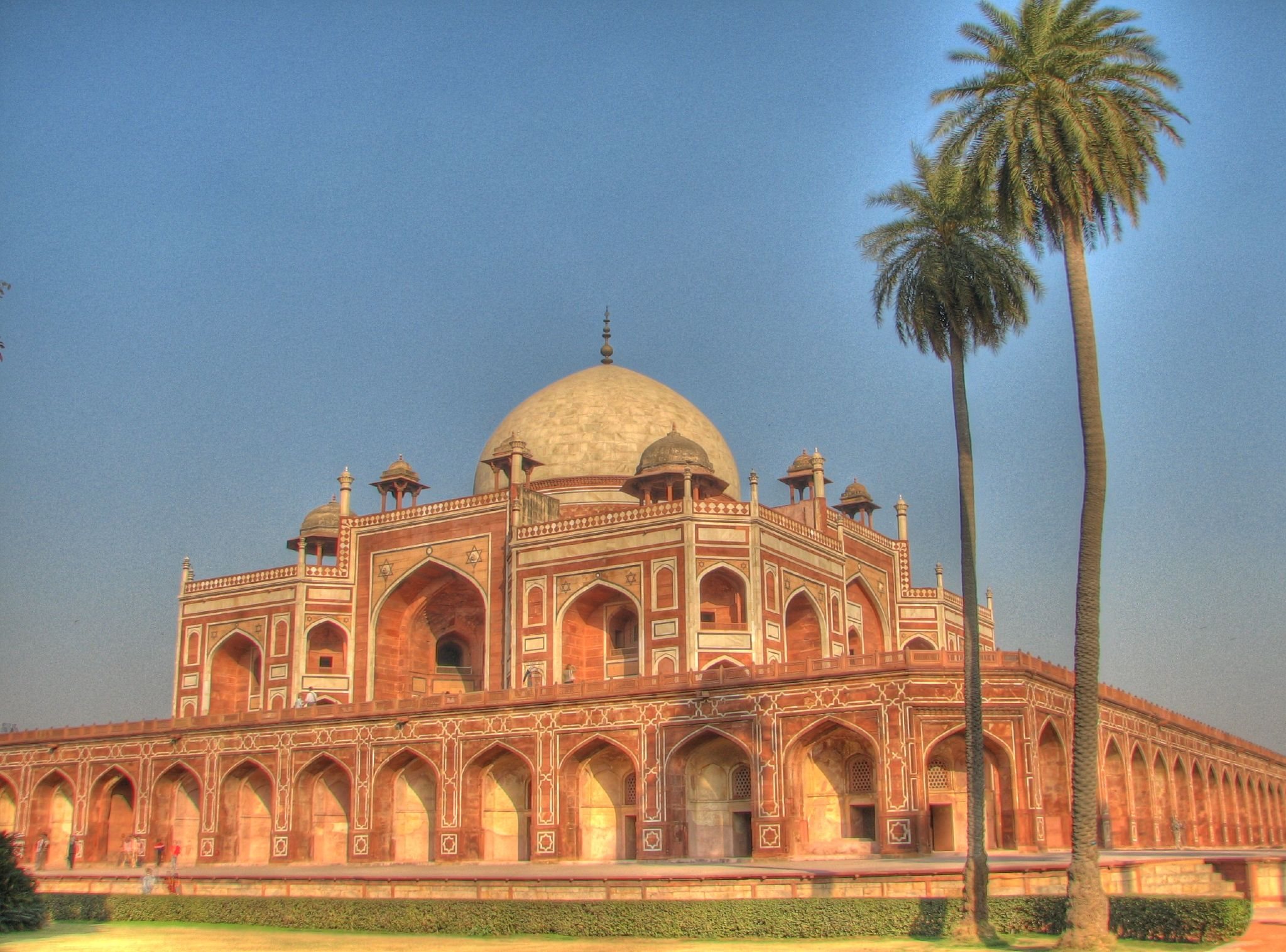
Chamferred edges add to the overall symmetrical design of the mausoleum
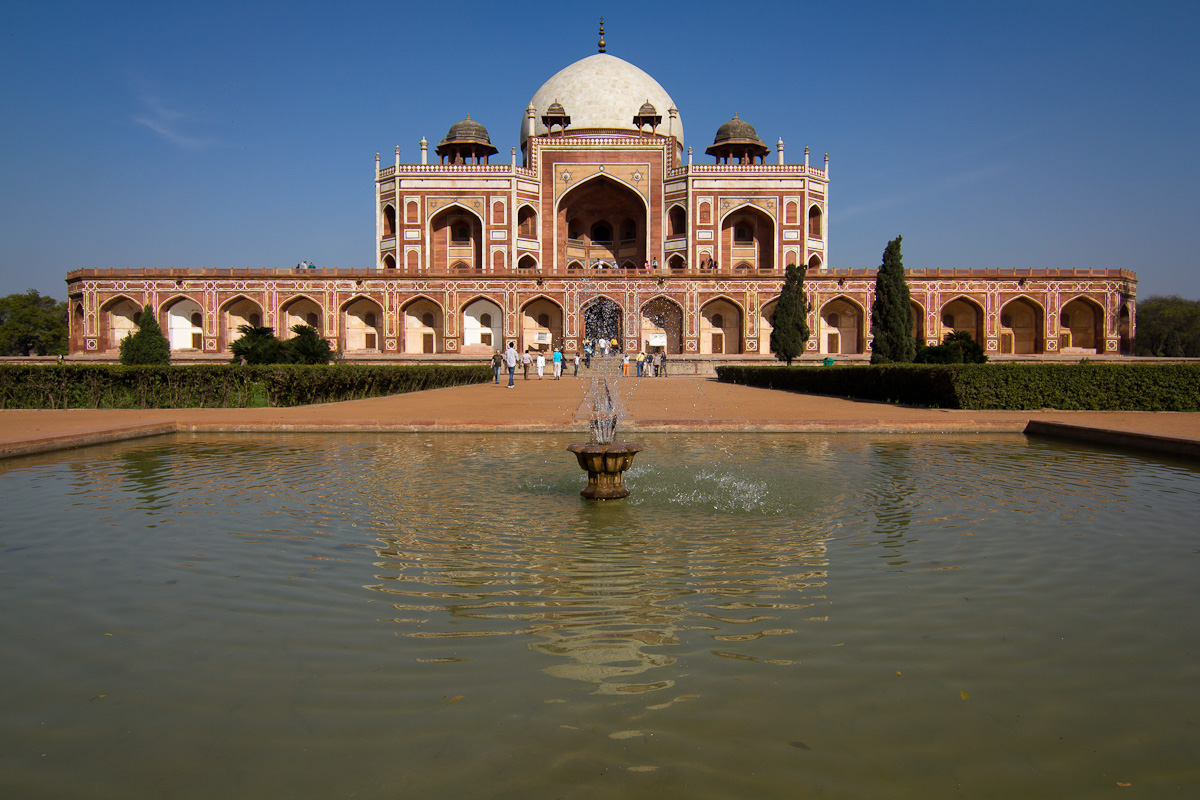
The fountain at the end of water channels in the Charbagh Garden, though simple in design were remarkable engineering innovation for the time.
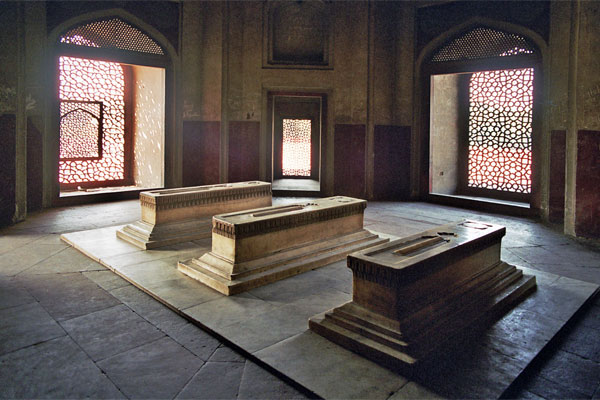
Cenotaphs, of Hamida Banu Begum, محمد داراشکوه etc. in a side room.
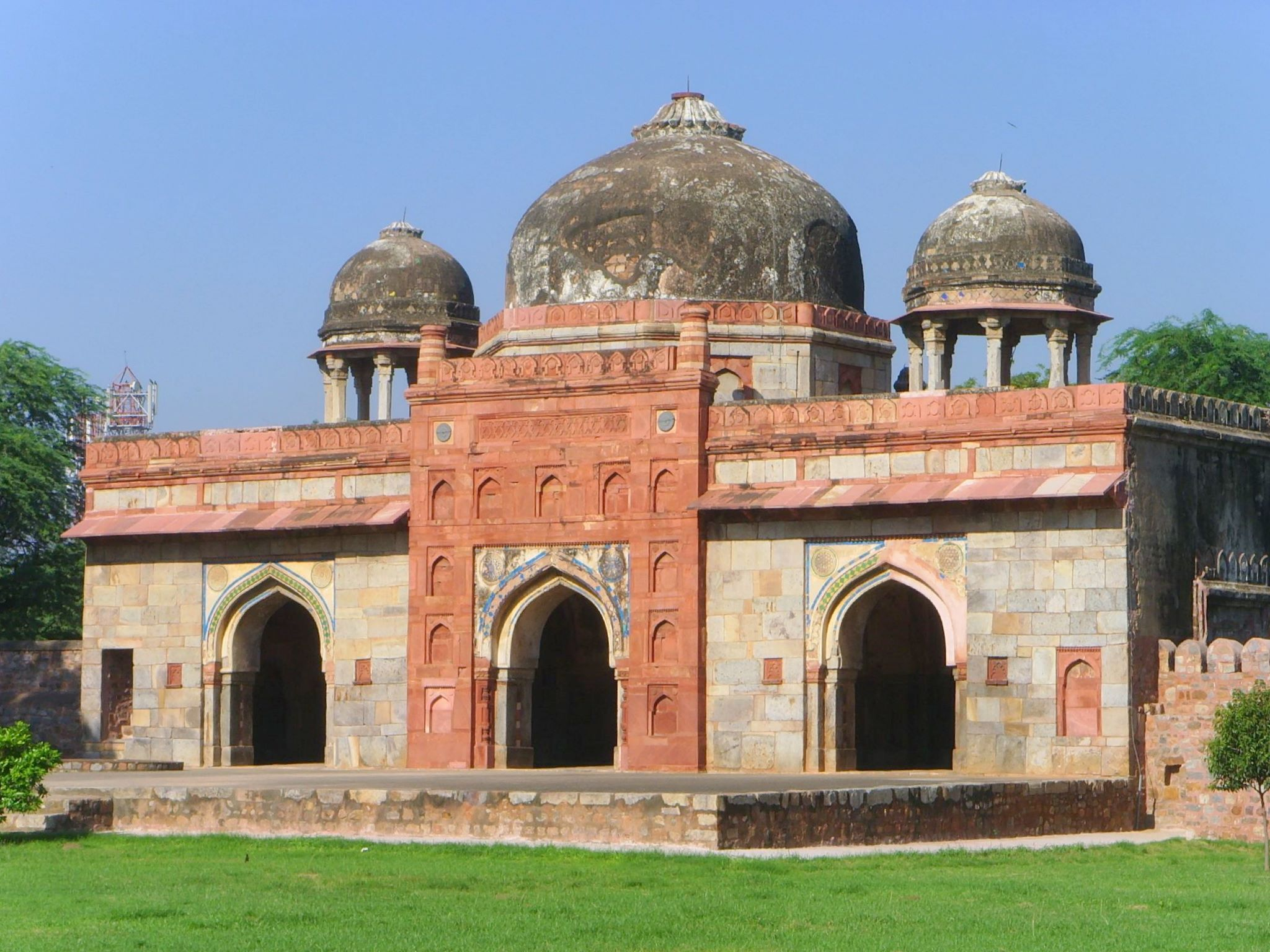
Isa Khan's mosque, across his tomb, also built ca 1547 CE, near Humayun's tomb.
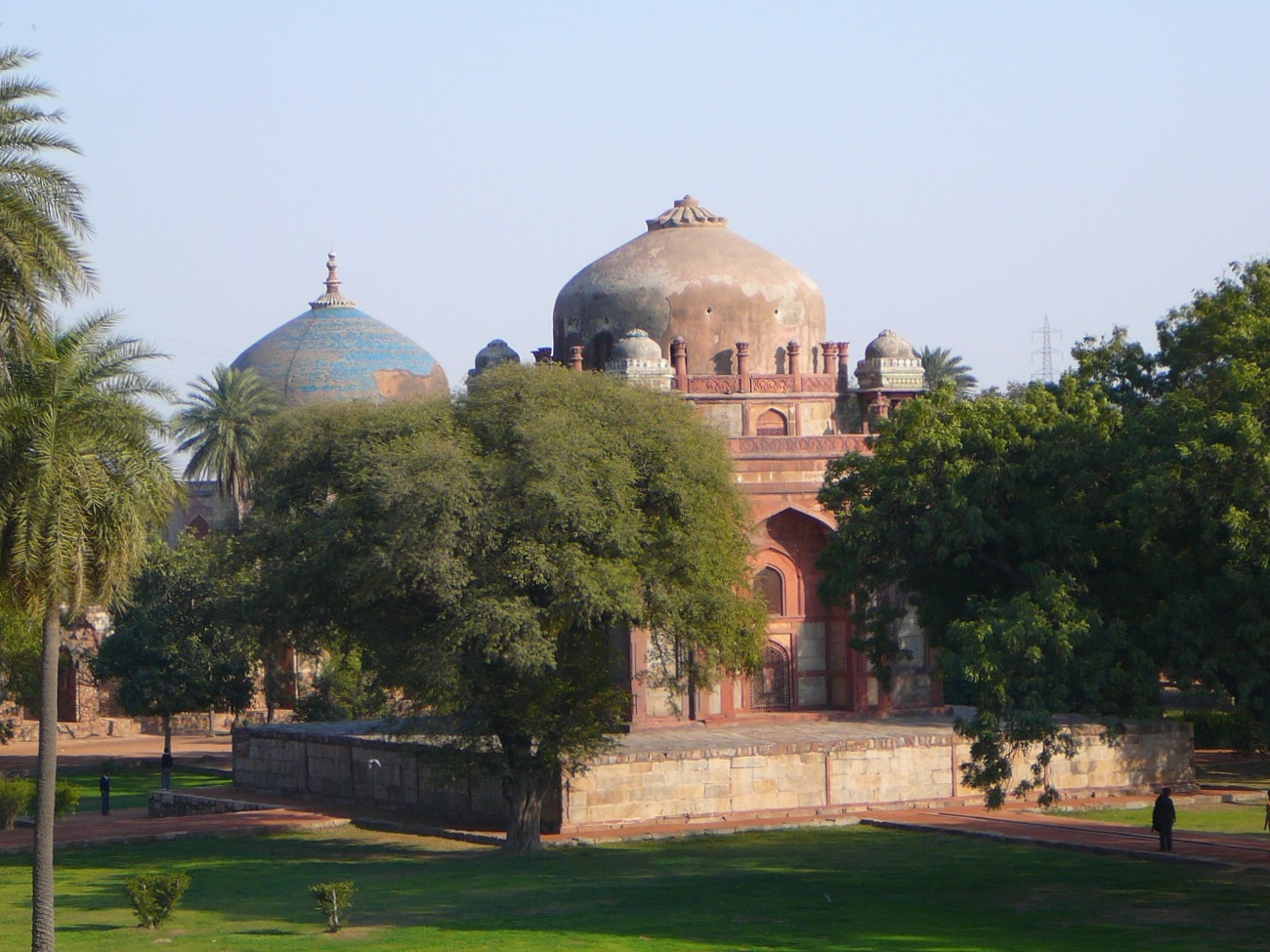
Nai-ka-Gumbad or Barber's tomb, in Humayun's tomb complex, and a distant Nila Gumbad (Blue Dome), which lies outside the complex and is a late Mughal addition.
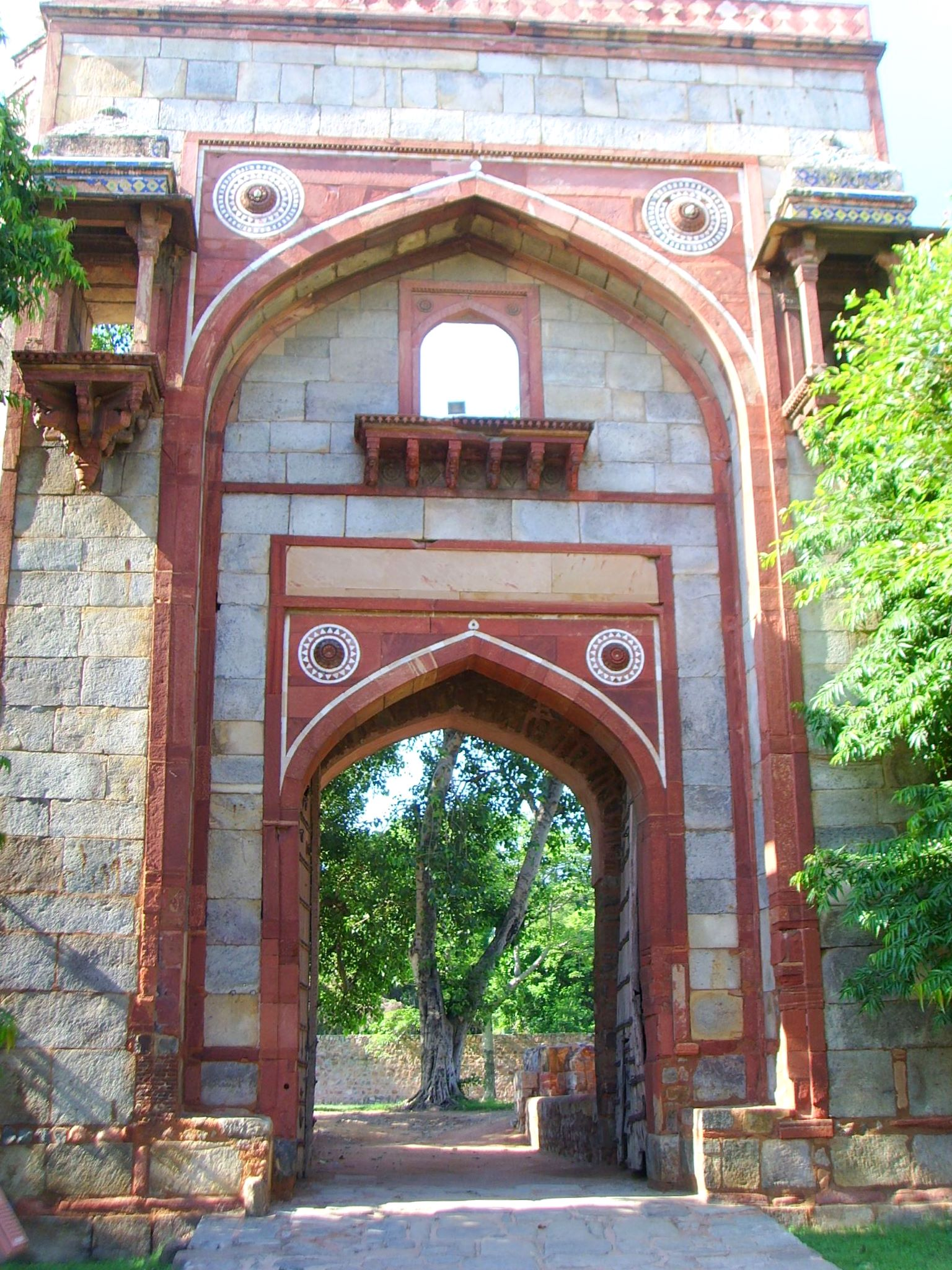
Gateway into Araba Sarai, south to the pathway towards Humayun's tomb.
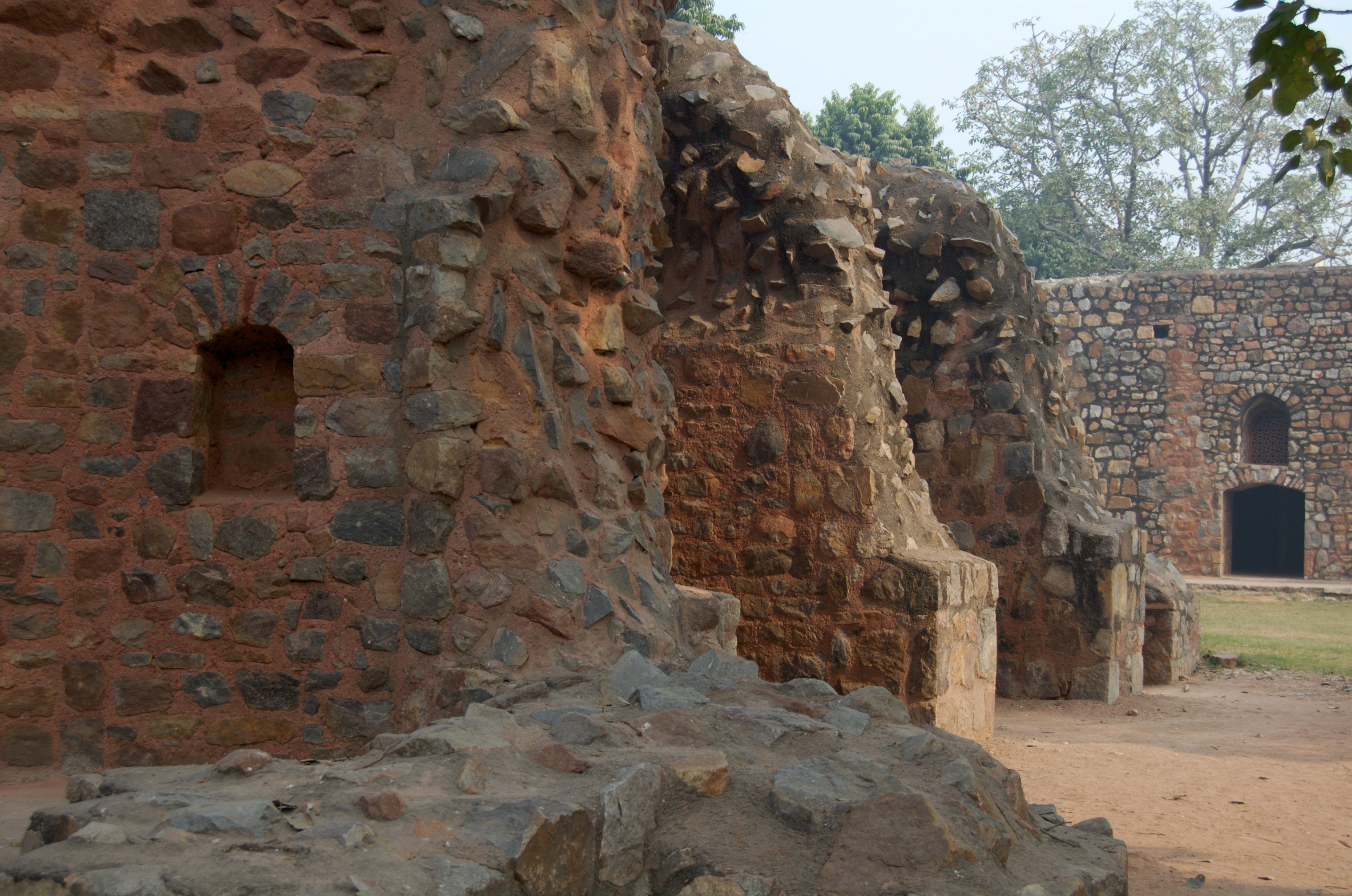
Araba Sarai, (house for the Arabas Gari (vehicle) and craftesmans), built for the Persian craftsmen who came to build Humayun's tomb
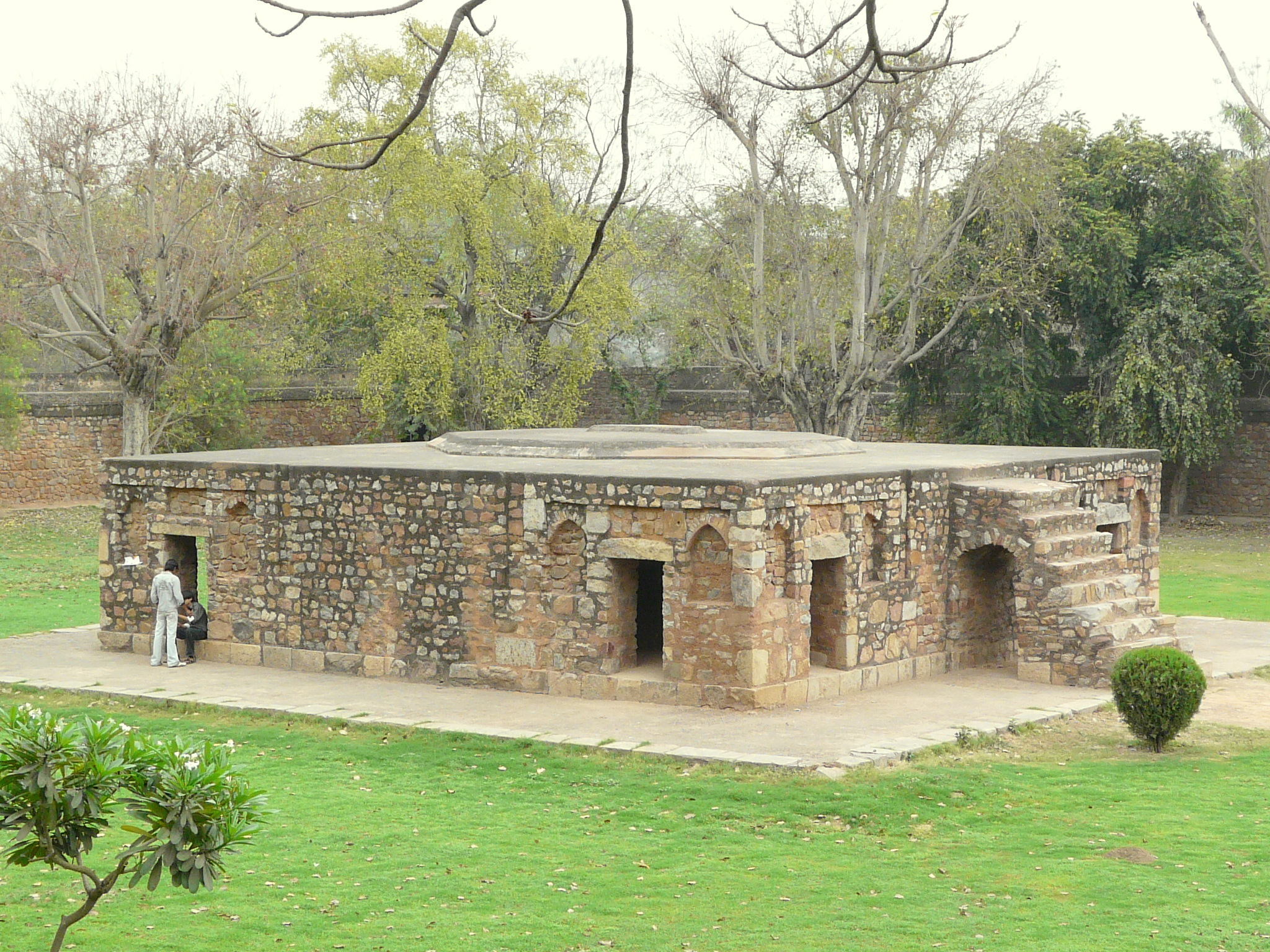
Bu Halima's tomb and garden
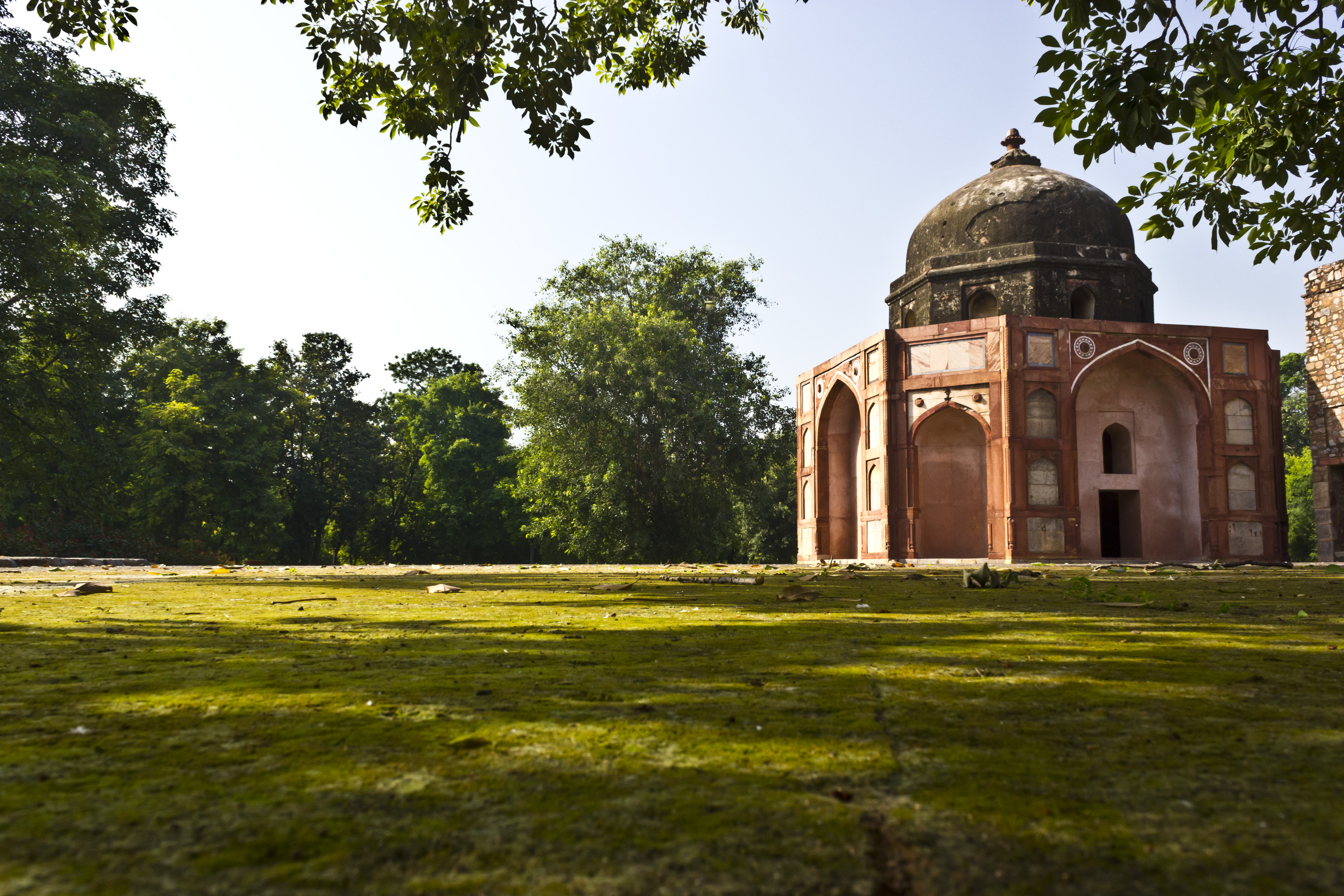
Afsarwala tomb located near Humayun Tomb
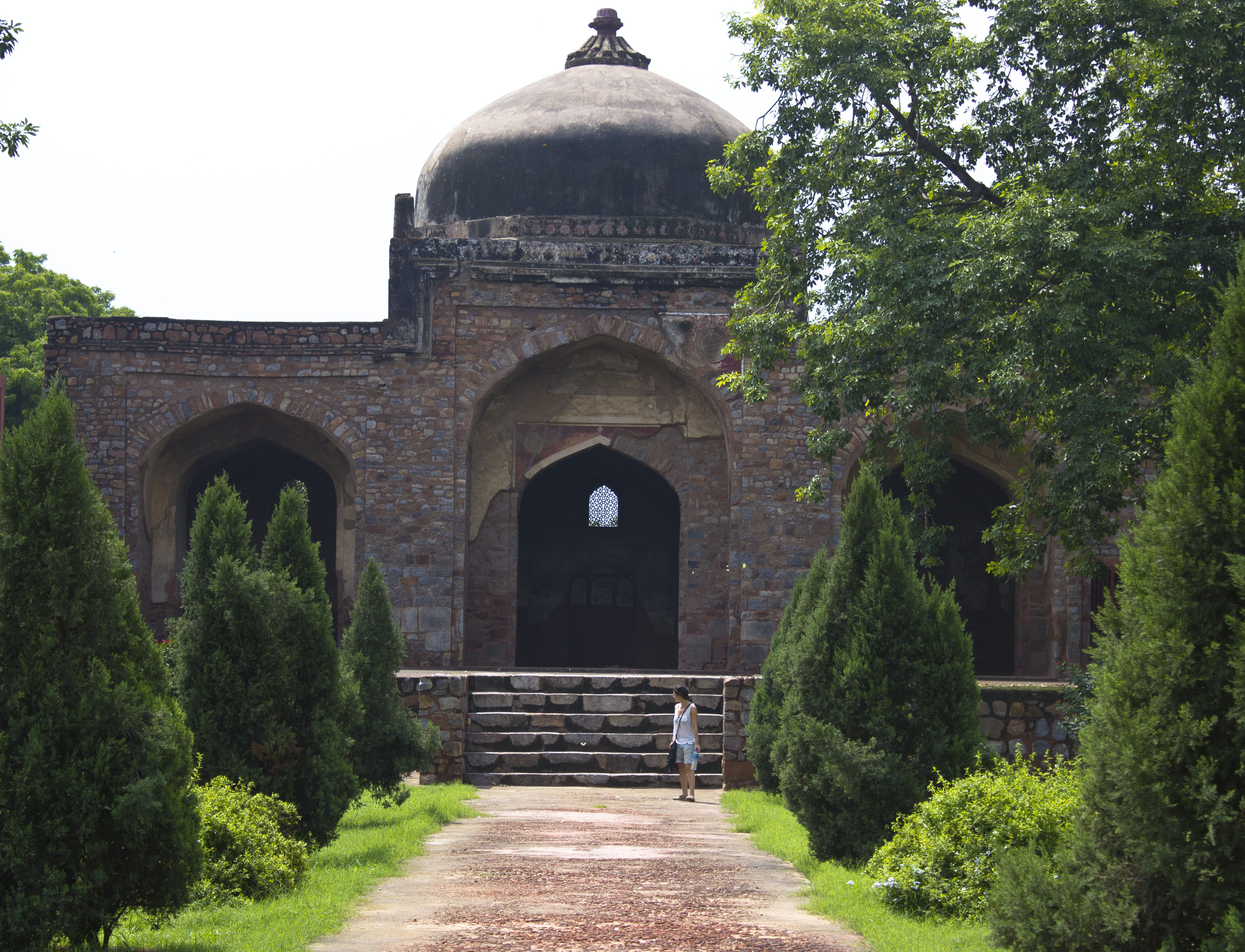
Mosque adjoining Afsarwala tomb
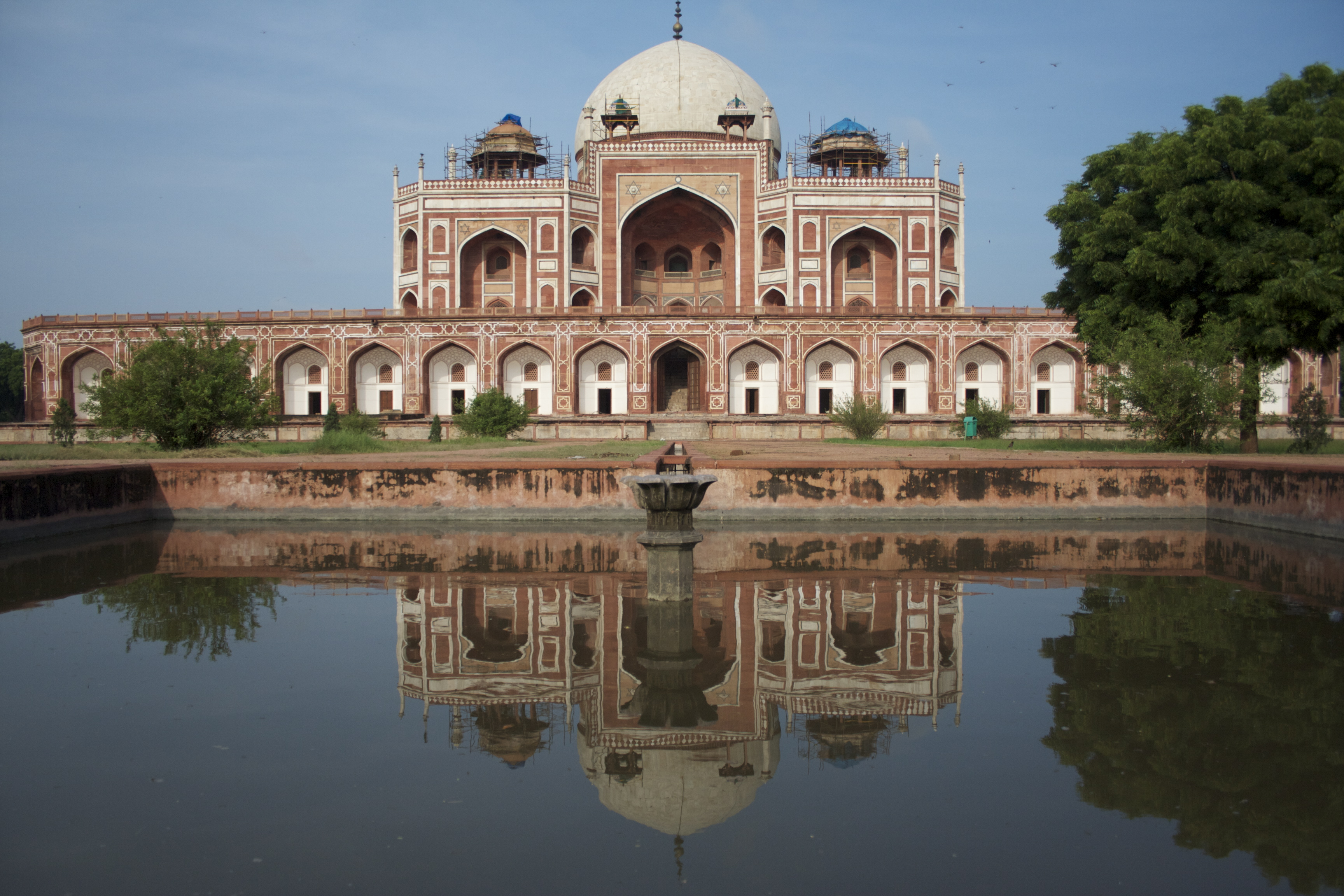
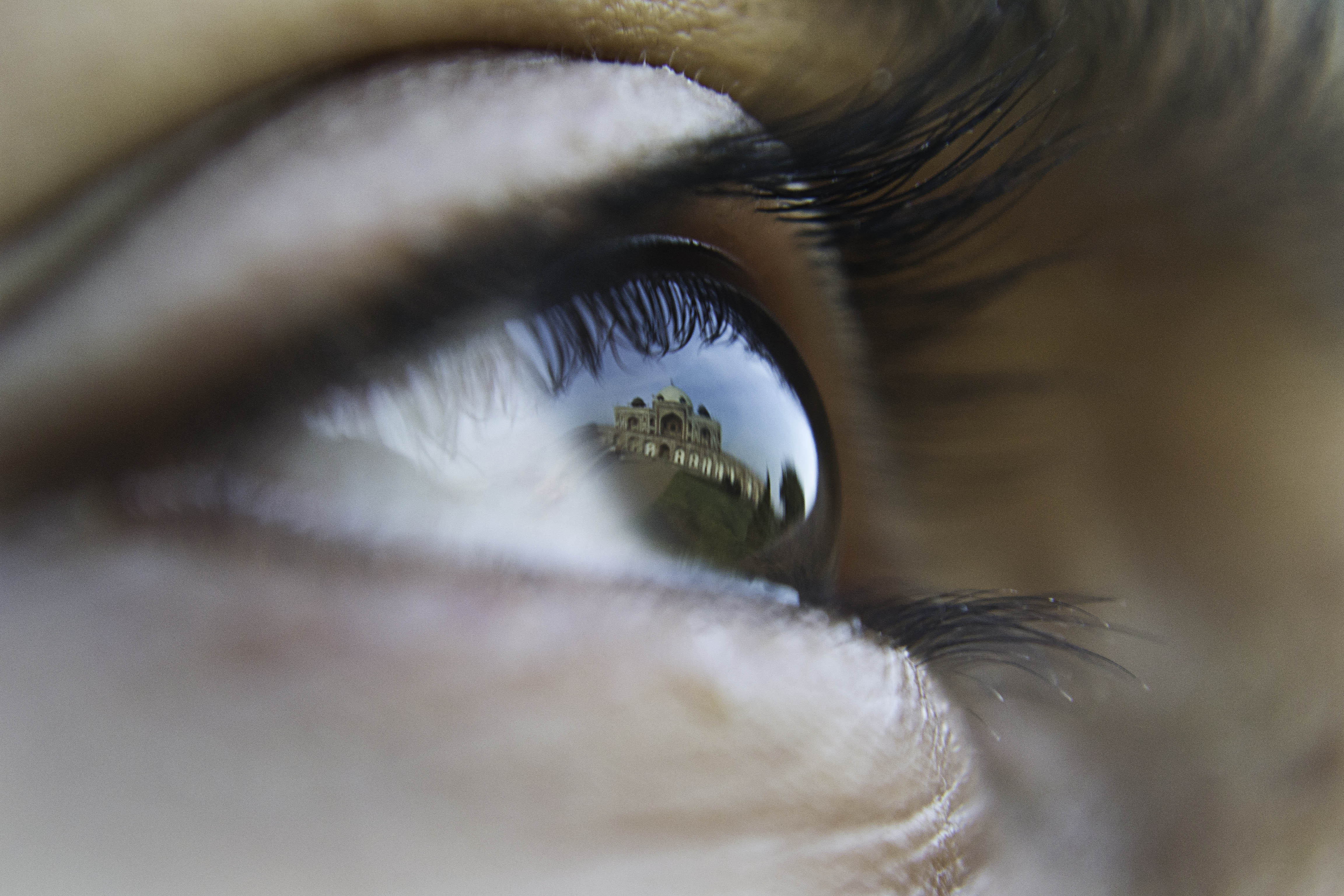
انعکاس تصویر آرامگاه همایون در چشم سوژه
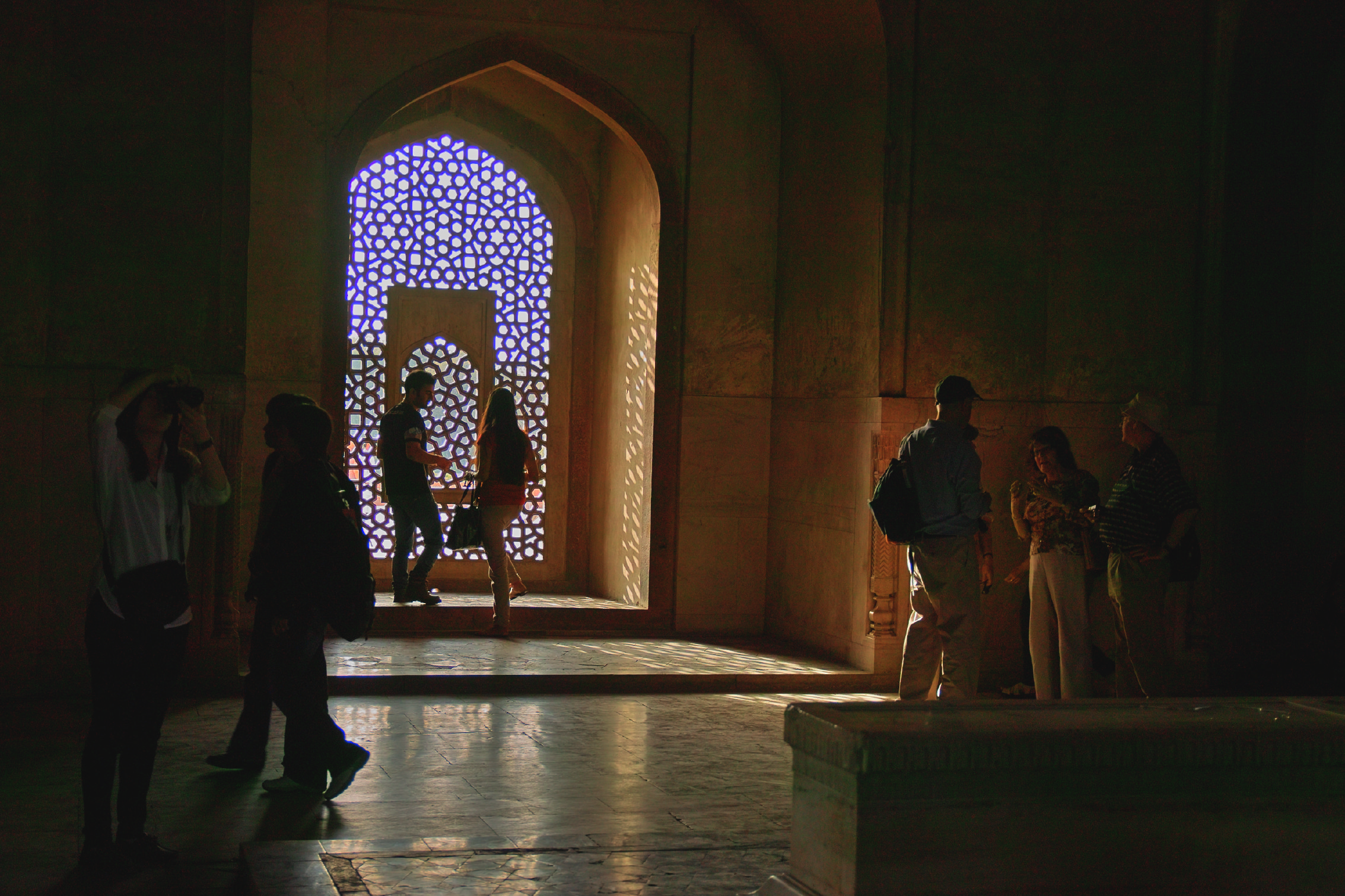

## سرچشمه‌ها
- مشارکت‌کنندگان ویکی‌پدیا. «Humayun's Tomb». در دانشنامهٔ ویکی‌پدیای انگلیسی، بازبینی‌شده در ۱۷ آوریل ۲۰۰۸.
- الاسلام، ریاض، آرام، محمد باقر(۱۳۷۳)، تاریخ روابط ایران و هند، تهران: امیرکبیر، چاپ اول ۱۳۷۲؛ ص ۲۵۶